# Alexandre Skirda
Alexandre Skirda, né le 6 mars 1942 à Houdan (Seine-et-Oise) sous le nom de Dominique Brevan, d'un père ukrainien et d'une mère russe et mort le 23 décembre 2020 à Paris, était un historien, traducteur français et spécialiste, entre autres, du mouvement révolutionnaire russe du début du XXe siècle.

## Biographie
Historien, traducteur et essayiste, Alexandre Skirda, né en 1942, de parents réfugiés de la guerre civile russe de 1918-1920, père ukrainien et mère russe est un spécialiste du mouvement révolutionnaire russe. Il a publié aux éditions de Paris, Nestor Makhno, le cosaque libertaire (1888-1934), Les anarchistes russes, les soviets et la révolution de 1917, Le socialisme des intellectuels de Makhaïski (traduction et présentation), et a assuré la traduction et la présentation des Mémoires de Nestor Makhno chez Ivrea en 2009.
Alexandre Skirda est un nom de plume.

## Publications
- Autonomie individuelle et force collective : Les anarchistes et l’organisation de Proudhon à nos jours, Alexandre Skirda, 1987, 365 p. (ISBN 978-2-9502-1300-6).
- Nestor Makhno : Le cosaque libertaire (1888-1934) & La guerre civile en Ukraine (1917-1921), Éditions de Paris, 2005 (ISBN 978-2-8462-1071-3).
- Les Russies inconnues - Rouss, Moscovie, Biélorussie, Ukraine et Empire russe : Des origines (862) à l'abolition du servage (1861) - Essai historique, Paris, Vétché, 2015, 376 p. (ISBN 978-2-9549-3900-1).
- La traite des Slaves du VIIIe au XVIIIe siècle : L'esclavage des Blancs, Paris, Vétché, 2016, 246 p. (ISBN 978-2-9549-3901-8)[6].
- Kronstadt 1921 : Soviets libres contre dictature de parti, Spartacus, 2017 (1re éd. 1971), 376 p. (ISBN 979-1-0941-0620-4).
- Les anarchistes russes, les soviets et la révolution de 1917, Spartacus, 2017, 250 p. (ISBN 979-1-0941-0628-0).
- Un plagiat « scientifique » : Le copié-collé de Marx : Victor Considerant, Le manifeste de la démocratie (1843) - Karl Marx, Le manifeste communiste (1848), Vétché, 2019 (ISBN 978-2-9549-3903-2).
- Nestor Makhno : La lutte pour les soviets libres en Ukraine, Spartacus, 2020, 498 p. (ISBN 979-1-0941-0636-5).

### En collaboration
- Jacques Baynac, La Terreur sous Lénine (1917-1924) (avec Alexandre Skirda et Charles Urjewicz), Sagittaire, 1975, réédition Livre de Poche, 2003, 385 p.  (ISBN 2-253-94349-5)
- Marcel Body, Un piano en bouleau de Carélie. Souvenirs de Russie, 1917-1927, Hachette littérature, 1981, Spartacus 1986 ; Au cœur de la Révolution : mes années de Russie 1917-1927, Les Éditions de Paris, 2003 ; Un ouvrier limousin au cœur de la révolution russe : mes années de Russie 1917-1927, Spartacus, 2015.
- André Bösiger, Souvenirs d’un rebelle, soixante ans de luttes d’un libertaire jurassien, Canevas, 1993 ; réédition éditions Noir, Lausanne, 1998 ; nouvelle édition, Souvenirs d’un rebelle - Soixante ans de lutte d’un libertaire jurassien, présentations de Marianne Enckell et Ariane Miéville, dessins de Jean-Pierre Ducret, Atelier de création libertaire, 2017

### Traductions
- Nestor Makhno, Mémoires et écrits : 1917 - 1932, Paris, Ivrea, 2010, 558 p. (ISBN 978-2-8518-4286-2, présentation en ligne).
- Nestor Makhno, La Lutte contre l’État et autres récits : 1925-1932, Jean-Pierre Ducret, 1984, 145 p.
- Jan Waclav Makhaïski, Le socialisme des intellectuels : L'esclavage des Blancs, Paris, Spartacus, 2014, 332 p. (ISBN 978-2-9029-6369-0)
- Organisation révolutionnaire anarchiste (trad. Alexandre Skirda), Les Communistes libertaires russes et l’organisation, Paris, Front libertaire, 1975, 13 p.
- E. Singer-Lecoq, Élisabeth la rouge, , éd. Stock, 1977.
- 1921, l'insurrection de Cronstadt la rouge : le pouvoir des soviets libres, documents choisis et introduits par Georges Fontenis et Alexandre Skirda, 6e édition, Éditions d’Alternative libertaire, 2011.
- Efim Yartchouk, Kronstadt dans la révolution russe, traduction et présentation d’Alexandre Skirda, Noir et rouge, 2018.
- Pièces de théâtre : 
  - La Tragédie optimiste de Vsevolod Vichnevski, Rebelote, 1973 (jouée à Paris au Palace par la compagnie Jean-Pierre Vincent - Jean Jourdheuil), 1974.
  - La Punaise, VI. Maïakovsky (jouée par la Comédie de Caen), 1978. Jean Jourdheuil ; ILM, 1985 ; nouvelle édition, The Hoochie coochie, 2015.
  - Le Mystère-bouffe, VI. Maïakovsky, troupe de Mâcon, 1979.

### Traductions de ses travaux
- (en) Alexandre Skirda (trad. Paul Sharkey), Facing the enemy : a history of anarchist organization from Proudhon to May 1968, AK Press, 1er janvier 2002, 292 p. (ISBN 978-1-902593-19-7, lire en ligne)
- (en) Alexandre Skirda (trad. Paul Sharkey), Nestor Makhno : Anarchy's Cossack: The Struggle for Free Soviets in the Ukraine, AK Press, 2004, 415 p. (ISBN 978-1-902593-68-5, présentation en ligne)
- (en) Nestor Makhno, The Struggle against the State and other Essays, AK Press, 1996.
- (it) Jan Waclaw Machajski, Il socialismo degli intelletettuali. Critica ai capitalisti del sapere. Ortica editrice, 2019.

### Vidéographie
- Nikola Tchorbadjieff témoigne sur Nestor Makhno, 36 min, 1984.
- V. Zemskov, ex-commandant de la ville de Kronstadt parle (sur l’insurrection de mars 1921) en russe, 15 min.
- Marcel Body parle, en collaboration avec B. Baissat, 52 min, 1984.
- André Bösiger, un Jurassien libertaire, en collaboration avec B. Baissat, 52 min, 1993.